# ブリストルベイ郡 (アラスカ州)
ブリストルベイ郡（ブリストルベイぐん、英: Bristol Bay Borough）は、アメリカ合衆国アラスカ州の南西部、ブリストル湾あるいはリルガヤク湾の岸に位置する郡である。2010年国勢調査での人口は997人である。郡庁所在地はナクネクである。法人化された町は無い。"Borough"は他の州の郡 (county) 相当の行政単位であり、日本語では「郡」とされている（アラスカ州の郡一覧を参照）。
ブリストルベイ郡は1962年にアラスカ州の最初の郡として設立された。州内ではスカグウェイ郡自治市に次いで面積が小さく、湾岸のナクネクとキングサーモン周辺の矩形の土地に過ぎない（キングサーモンは隣のレイクアンドペニンシュラ郡の郡庁所在地としても機能する特殊例である）。

## 地理と気候
ブリストルベイ郡は北緯58度45分、西経156度50分に位置している。アメリカ合衆国国勢調査局に拠れば、郡域全面積は888平方マイル (2,299.9 km2)であり、このうち陸地は505平方マイル (1,307.9 km2)、水域は383平方マイル (992.0 km2)で水域率は43.12%である。
- 河川 - ナクネク川

### 隣接する郡と国勢調査指定地域
- レイクアンドペニンシュラ郡

### 国立保護地域
- カトマイ国立公園および保護地（部分）
  - カトマイ原生地（部分）

## 人口動態

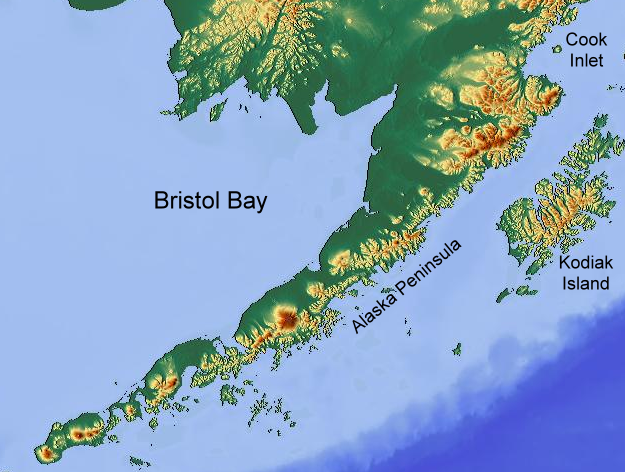
ブリストル湾、ブリストルベイ郡は湾の北東にある

以下は2000年の国勢調査による人口統計データである。
| 基礎データ - 人口: 1,258人 - 世帯数: 490 世帯 - 家族数: 300 家族 - 人口密度: 1人/km2（2人/mi2） - 住居数: 979 軒 - 住居密度: 1軒/km2（2/mi2） 人種別人口構成 - 白人: 52.54% - アフリカン・アメリカン: 0.56% - ネイティブ・アメリカン: 43.72% - アジア人: 0.24% - 太平洋諸島系: 0.48% - その他の人種: 0.08% - 混血: 2.38% - ヒスパニック・ラテン系: 0.56% | 年齢別人口構成 - 18歳未満: 31.3% - 18-24歳: 5.9% - 25-44歳: 34.8% - 45-64歳: 24.2% - 65歳以上: 3.8% - 年齢の中央値: 36歳 - 性比（女性100人あたり男性の人口） - 総人口: 119.5 - 18歳以上: 125.6 世帯と家族（対世帯数） - 18歳未満の子供がいる: 38.2% - 結婚・同居している夫婦: 49.2% - 未婚・離婚・死別女性が世帯主: 6.1% - 非家族世帯: 38.6% - 単身世帯: 31.2% - 65歳以上の老人1人暮らし: 2.9% - 平均構成人数 - 世帯: 2.57人 - 家族: 3.33人 |

## 都市と町
- キングサーモン
- ナクネク
- サウスナクネク